# Lösungsmenge
Als Lösungsmenge (oder auch als  Erfüllungsmenge) bezeichnet die Mathematik die Menge der Lösungen einer Gleichung, einer Ungleichung, eines Systems von Gleichungen und Ungleichungen oder allgemein einer Menge von (logischen) Aussagen.

## Lösungsmenge
Allgemein betrachtet man eine Menge von Aussagen mit Parametern, die Variablen oder Unbekannte genannt werden, zum Beispiel eine Gleichung, ein Gleichungssystem oder eine Ungleichung. Als Lösungsmenge bezeichnet man nun die Menge der Belegungen dieser Variablen, sodass alle Aussagen wahr sind. Sie wird mit häufig mit {\displaystyle L} oder {\displaystyle \mathbb {L} } bezeichnet. Lösungsmengen können nach ihrer Größe wie folgt klassifiziert werden:
- {\displaystyle |L|=0}: Es gibt keine Lösung (die Aussagen sind unerfüllbar; die Lösungsmenge ist leer).
- {\displaystyle |L|=1}: Es gibt genau eine Lösung (die Aussagen sind eindeutig erfüllbar; die Lösungsmenge besteht aus genau einem Element).
- {\displaystyle |L|>1}: Es gibt mehrere, möglicherweise unendlich viele, Lösungen (die Aussagen sind erfüllbar, aber nicht eindeutig; die Lösungsmenge besteht aus mehr als einem Element).

Dabei hängt die Lösungsmenge auch von den Randbedingungen ab. So hat beispielsweise die Gleichung {\displaystyle x^{2}=-1} für {\displaystyle x\in \mathbb {R} } (reelle Zahlen) keine Lösung, hingegen für {\displaystyle x\in \mathbb {C} } (komplexe Zahlen) zwei Lösungen.
Im Fall mehrerer Lösungen kann eine Lösung speziell ausgezeichnet sein, sodass eine gewisse Eindeutigkeit gewährleistet ist. Die Gleichung {\displaystyle x^{2}=a} hat für gegebenes {\displaystyle a>0} immer zwei verschiedene Lösungen {\displaystyle x_{1},x_{2}\in \mathbb {R} } also {\displaystyle L=\{x_{1},x_{2}\}}, von denen immer eine positiv und eine negativ ist. Somit ist die positive (als auch die negative) als solche eindeutig; man definiert so die Wurzel von {\displaystyle a} als die eindeutige positive Lösung der angegebenen Gleichung. Somit wird Eindeutigkeit, also der Fall {\displaystyle |L|=1} durch zusätzliche Randbedingungen (im Beispiel {\displaystyle x>0}) erzwungen. Das ist aber nicht bei allen Problemstellungen (sinnvoll) möglich.

## Lösungsraum
Die Lösungsmenge eines homogenen, beziehungsweise inhomogenen linearen Gleichungssystems ist immer ein Vektorraum, beziehungsweise ein affiner Raum. Hat die Lösungsmenge eine solche Struktur, so spricht man auch von einem Lösungsraum. Ist {\displaystyle Ax=b} ein inhomogenes lineares Gleichungssystem, ist also {\displaystyle A} die Abbildungsmatrix der Abbildung {\displaystyle \Phi \colon V\to W} und {\displaystyle \Phi } eine lineare Abbildung zwischen zwei Vektorräumen {\displaystyle V} und {\displaystyle W} und ist {\displaystyle 0\neq b\in W}, dann gibt es drei Möglichkeiten:
- Die Lösungsmenge ist leer. Dies ist genau dann der Fall, wenn die rechte Seite {\displaystyle b} nicht im Bild der Abbildung liegt.
- Es existiert genau eine Lösung {\displaystyle x}, nämlich wenn der Kern {\displaystyle K} der Abbildung nur aus dem Nullvektor besteht.
- Es gibt unendlich viele Lösungen, wobei sich alle Lösungen aus einer beliebigen Lösung {\displaystyle x_{0}} durch Superposition mit den Lösungen der zugehörigen homogenen Gleichung {\displaystyle Ax=0} ergeben. Man nennt {\displaystyle x_{0}} in diesem Zusammenhang eine Partikularlösung. Die Lösungsmenge ist also der affine Raum {\displaystyle x_{0}+K}.

## Beispiele
Es ist jeweils eine Gleichung und ihre Lösungsmenge für {\displaystyle x,y\in \mathbb {R} } angegeben:
- {\displaystyle x=1\qquad \;\,L=\left\{1\right\}}
- {\displaystyle x+2=5\;\;\,L=\left\{3\right\}}
- {\displaystyle {\frac {1}{x^{2}}}=9\qquad L=\{-{\tfrac {1}{3}};{\tfrac {1}{3}}\}}
- {\displaystyle x^{2}\leq 4\qquad L=[-2;2]}, die Lösungsmenge ist ein Intervall
- {\displaystyle xy=1\qquad L=\left\{\left(x;{\tfrac {1}{x}}\right)\mid x\neq 0\right\}}, die Lösungsmenge ist eine Menge von Paaren.
- Ein lineares Gleichungssystem:

{\displaystyle {\begin{matrix}x&+&2y&=&8\\2x&+&y&=&7\\\end{matrix}}\qquad L=\{(2;3)\}}